# ¡Miren para allá!
¡Miren para allá! es el primer sencillo del álbum Puertas de la banda de rock uruguaya El Cuarteto de Nos, publicado el 24 de octubre de 2024 vía plataformas digitales, bajo el sello de Porfiado Records y Altafonte.
Este es el primer trabajo de estudio del grupo que no cuenta con la participación del ex-bajista Santiago Tavella en ninguna de las dos caras del sencillo. Además, es el primer sencillo en streaming de la banda que contiene el formato clásico de producción de singles (con un Lado A y un Lado B respectivamente).

## Listado de temas
| Lado A |                          |               |          |  |
| N.º    | Título                   | Escritor(es)  | Duración |  |
| 1.     | «El perro de Alcibíades» | Roberto Musso | 3:48     |  |

| Lado B |                |               |          |  |
| N.º    | Título         | Escritor(es)  | Duración |  |
| 1.     | «Cara de nada» | Roberto Musso | 3:40     |  |

## Personal
- Roberto Musso: voz principal y coros
- Álvaro Pintos: batería y percusiones
- Santiago Marrero: bajo y teclados
- Gustavo Antuña: guitarras y coros

Músicos invitados
- Luis Angelero: guitarras y coros
- Héctor Castillo: bajo y producción general
- John Elis: Saxofón Tenor en «El Perro De Alcibíades»
- Denis Ramos: Trombón en «El Perro De Alcibíades»
- Tatita Márquez: Percusiones en «El Perro De Alcibíades»